# Madagaskarniczki
Madagaskarniczki (Bernieridae) – nowo zdefiniowana rodzina ptaków z rzędu wróblowych (Passeriformes). Obejmuje gatunki wyodrębnione z pokrzewkowatych (Sylviidae), tymaliowatych (Timaliidae) i bilbili (Pycnonotidae).

## Występowanie
Rodzina obejmuje gatunki występujące endemicznie na Madagaskarze.

## Systematyka
Do rodziny należą następujące rodzaje:
- Oxylabes Sharpe, 1870 – jedynym przedstawicielem jest Oxylabes madagascariensis (J.F. Gmelin, 1789) – madagaskarniczek białogardły
- Bernieria Pucheran, 1855 – jedynym przedstawicielem jest Bernieria madagascariensis (J.F. Gmelin, 1789) – madagaskarniczek długodzioby
- Hartertula Stresemann, 1925 – jedynym przedstawicielem jest Hartertula flavoviridis (E. Hartert, 1924) – madagaskarniczek klinosterny
- Thamnornis A. Milne-Edwards & A. Grandidier, 1882 – jedynym przedstawicielem jest Thamnornis chloropetoides (A. Grandidier, 1867) – madagaskarniczek ostrosterny
- Xanthomixis Sharpe, 1881
- Crossleyia Hartlaub, 1877
- Cryptosylvicola Goodman, Langrand & Whitney, 1996 – jedynym przedstawicielem jest Cryptosylvicola randrianasoloi Goodman, Langrand & Whitney, 1996 – madagaskarniczek zielonawy
- Randia Delacour & Berlioz, 1931 – jedynym przedstawicielem jest Randia pseudozosterops Delacour & Berlioz, 1931 – madagaskarniczek szlarnikowy